# Cheval au Kazakhstan
Au Kazakhstan, le cheval a une importance culturelle de premier plan. La longue tradition nomade des peuples du Kazakhstan a fait du cheval un aspect majeur de la culture du pays. Il y est utilisé dans de nombreux sports équestres, et a également un aspect mystique. La cuisine kazakhe, issue de l'environnement nomade dont le cheval est un élément incontournable, utilise sa viande et son lait.

## Histoire
Le cheval est depuis très longtemps un élément majeur des steppes du Kazakhstan, compagnon quotidien des nomades et allié indispensable des batailles. La plus ancienne trace de domestication du cheval, par la culture Botaï il y a plus de 5500 ans, se trouve au Kazakhstan.

### Le cheval et lesScythes
En tant qu'éleveurs nomades dans les grandes steppes eurasiennes, les Scythes étaient les grands maitres de la cavalerie dans l'Antiquité. On attribue aux Scythes les principaux développements de la cavalerie montée. D'abord maitres de la cavalerie légère, les Scythes sélectionneront des races de chevaux plus fortes, qui leur permettront de développer la cavalerie lourde aristocratique et les premiers cataphractaires entièrement en armure, déjà engagés par les Achéménides ils constituent plus tard la force de l'Empire parthe. Dans le même temps, les Scythes exploitent leur mode de vie nomade pour utiliser massivement le char de combat, face auquel les civilisations sédentaires sont démunies.
L'arme principale des Scythes était l'arc et les archers montés étaient une grande spécialité scythe.
Des vestiges de chambres funéraires ont révélé que certains Scythes de haut rang étaient parfois enterrés avec leurs chevaux, les animaux étant sacrifiés sur la tombe de leur propriétaire.

### Le cheval et lesKazakhs
Comme les Scythes, les Kazakhs étaient nomades. Les chevaux étaient d'une grande importance pour eux. Il semble qu'au XIXe siècle, une famille kazakhe possédait entre 15 et 30 juments pour la production de koumis, et les plus aisées possédaient jusqu'à 3000 chevaux. Les chevaux étaient le moyen de locomotion incontournable, et le support des incessantes luttes claniques; les enfants apprenaient à monter entre 2 et 4 ans. Le cheval était l'objet d'une attention presque religieuse; rares étaient les familles suffisamment riches pour se permettre de manger sa chair.
Entre 1920 et 1930, l'URSS, dans sa lutte contre les nantis - koulaks et nomades, confisque les troupeaux des kazakhs, et force ces derniers à se sédentariser.

## Sports hippiques

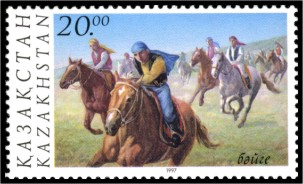
Timbre du Kazakhstan de 1997 sur le thème du baïge.

Une course hippique typique du Kazakhstan et du Kirghizistan est le baïge. Elle se déroule sur terrain accidenté et sur de longues distances.
Un accord de collaboration a été signé en 2015 entre la France et le Kazakhstan pour améliorer les performances hippiques des chevaux locaux et atteindre un niveau international.

## Sports équestres
La tradition kazakhe présente une grande variété de sports équestres, dont beaucoup sont partagés par les autres pays d'Asie centrale. On retrouve certaines de ces disciplines au programme des Jeux mondiaux nomades, notamment :
- l'Er Enish (ou Oodarich), une lutte à cheval (une autre lutte à cheval opposant un cavalier à des piétons est l'at-ustinen tartys),
- le kok-borou, semblable au bouzkachi, une sorte de polo où les cavaliers se disputent une carcasse de chèvre,
- des disciplines de tir à l'arc monté, notamment lors d'épreuves de salburun. Le tir monté fait également l'objet d'un exercice à part, appelé Jambii-Atmaï[8].

D'autre part, un divertissement équestre typiquement kazakh est le kyz kuu, une sorte de course entre un cavalier et une cavalière. Le but du cavalier est de rattraper sa partenaire et de l'embrasser. S'il y parvient, cette dernière le poursuit en essayant de lui donner un coup de cravache.
Des jeux équestres de voltige peuvent être mentionnés, comme le Tiuiin-enmeï, où le cavalier doit ramasser des pièces au sol au galop.
Enfin, la fauconnerie à cheval est également un élément prégnant de la culture kazakhe.

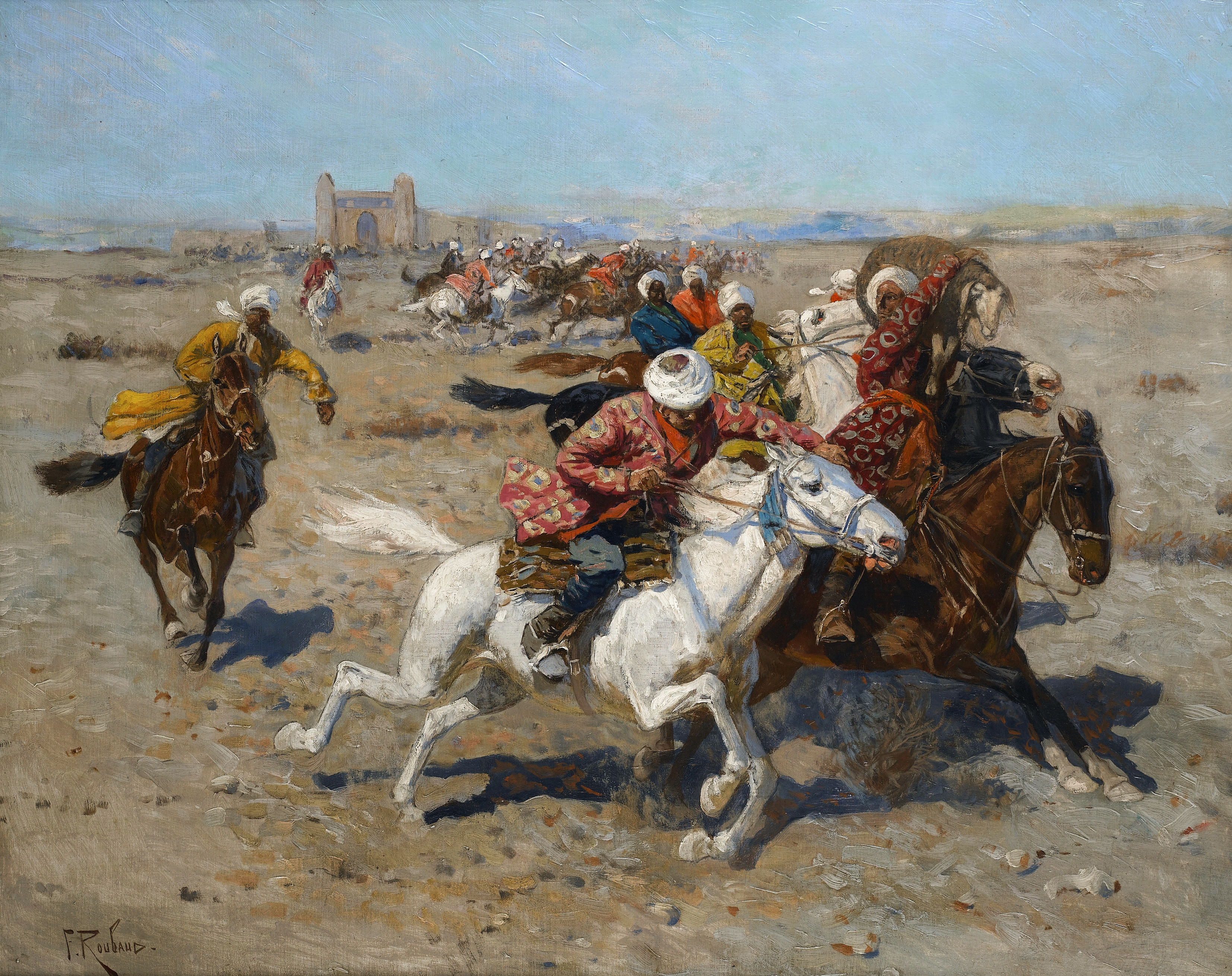
Kok-borou, peinture de Franz Roubaud
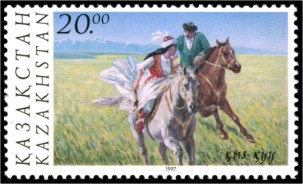
Timbre du Kazakhstan de 1997 figurant une partie de kiz kou
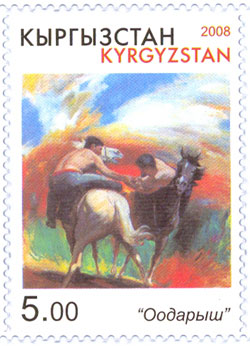
Timbre du Kirghizistan figurant une épreuve d'Oodarysh

## Élevage
Descendant des races de chevaux sauvages d'Asie Centrale, le Kazakh est encore de nos jours élevé au Kazakhstan.

## Alimentation
Le cheval est un élément important de l'alimentation kazakhe. Le lait de jument fermenté, ou koumis, est traditionnellement offert au voyageur à l'entrée de la yourte, et une boisson indissociable des grandes fêtes de nos jours.
La viande chevaline a toute sa place dans l'alimentation kazakhe, entrant notamment dans la composition du beshbarmak ; différentes sortes de saucisses à base de viande de cheval peuvent également être trouvées.

## Le cheval dans la culture locale

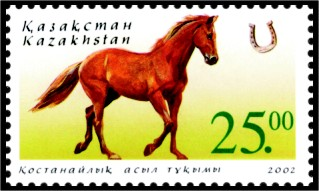
Timbre du Kazakhstan de 2002.

Les Kazakhs ont aux alentours de cinquante mots différents pour désigner la couleur de robe des chevaux. Des traditions de sacrifices de chevaux lors d'évènements marquants sont attestés jusque dans l'histoire récente : il était coutume par exemple de sacrifier un cheval blanc lors de la cérémonie funéraire de nobles, ou lors de fiançailles.
Un proverbe kazakh dit que : 

« Le cheval et la mélodie (de la dombra) sont les deux ailes du Kazakh. »

Il est courant de dire que dans le passé, les enfants savaient monter avant de savoir marcher.
De nos jours, le cheval est mis à l'honneur au Kazakhstan, notamment par la construction d'hippodromes à Almaty et Astana; de plus, de nombreux festivals impliquent l'utilisation du cheval par les nombreux sports équestres qui y sont pratiqués. Depuis 1993, la Fédération du sport équestre du Kazakhstan a été mise en place, et en octobre 2011, la Fédération de l'Industrie des Sports Équestres a été fondée pour soutenir le développement des sports équestres au Kazakhstan.